# راهول ديشباند
راهول ديشباند (بالإنجليزية: Rahul Deshpande)‏ هو ممثل هندي، ولد في 10 أكتوبر 1979 في بونه في الهند.